# Juvelize
Juvelize (deutsch Geistkirch) ist eine französische Gemeinde mit 72 Einwohnern (Stand 1. Januar 2022) im Département Moselle in der Region Grand Est (bis 2015  Lothringen). Sie gehört zum Arrondissement Sarrebourg-Château-Salins.

## Geographie
Die Gemeinde  liegt im Saulnois (Salzgau), etwa acht Kilometer südöstlich von Château-Salins.

## Geschichte
Die Ortschaft gehörte früher zum Herzogtum Lothringen und dem Bistum Metz. Das Dorf wurde 1160 erstmals als Giverlize erwähnt, aus dem Jahre 1594 ist der deutsche Name Gerskirch belegt. Das Kloster Salival war hier begütert. 1661 wurde das Dorf Frankreich einverleibt.
Durch den Frankfurter Frieden vom 10. Mai 1871 kam die Region an das deutsche Reichsland Elsaß-Lothringen, und das Dorf wurde dem Kreis Château-Salins im Bezirk Lothringen zugeordnet. In der Gemarkung des Dorfs gab es Salzquellen. Die Dorfbewohner betrieben Getreide-, Wein- und Obstbau sowie Viehzucht. Am 22. Juni 1877 wurde der statt des romanischen Ortsnamens Juvelize (oder Juvelise) bereits verwendete deutsche Ortsname Geistkirch amtlich bestätigt. An mittelalterlichen Bauresten waren in Geistkirch um 1890 ein Turm mit Schießscharten und Reste einer befestigten Kirche vorhanden.
Nach dem Ersten Weltkrieg musste die Region aufgrund der Bestimmungen des Versailler Vertrags 1919 an Frankreich abgetreten werden und wurde Teil des Département Moselle. Im Zweiten Weltkrieg war die Region von der deutschen Wehrmacht besetzt. Am 22. September 1944 wurde das Dorf von US-amerikanischen Streitkräften eingenommen und schwer zerstört.
Im Zweiten Weltkrieg wurde der bisherige deutsche Ortsname Geistkirch durch Geistkirchen ersetzt.

### Bevölkerungsentwicklung
| Jahr      | 1962 | 1968 | 1975 | 1982 | 1990 | 1999 | 2007 | 2019 |
| Einwohner | 135  | 114  | 118  | 110  | 107  | 95   | 95   | 72   |

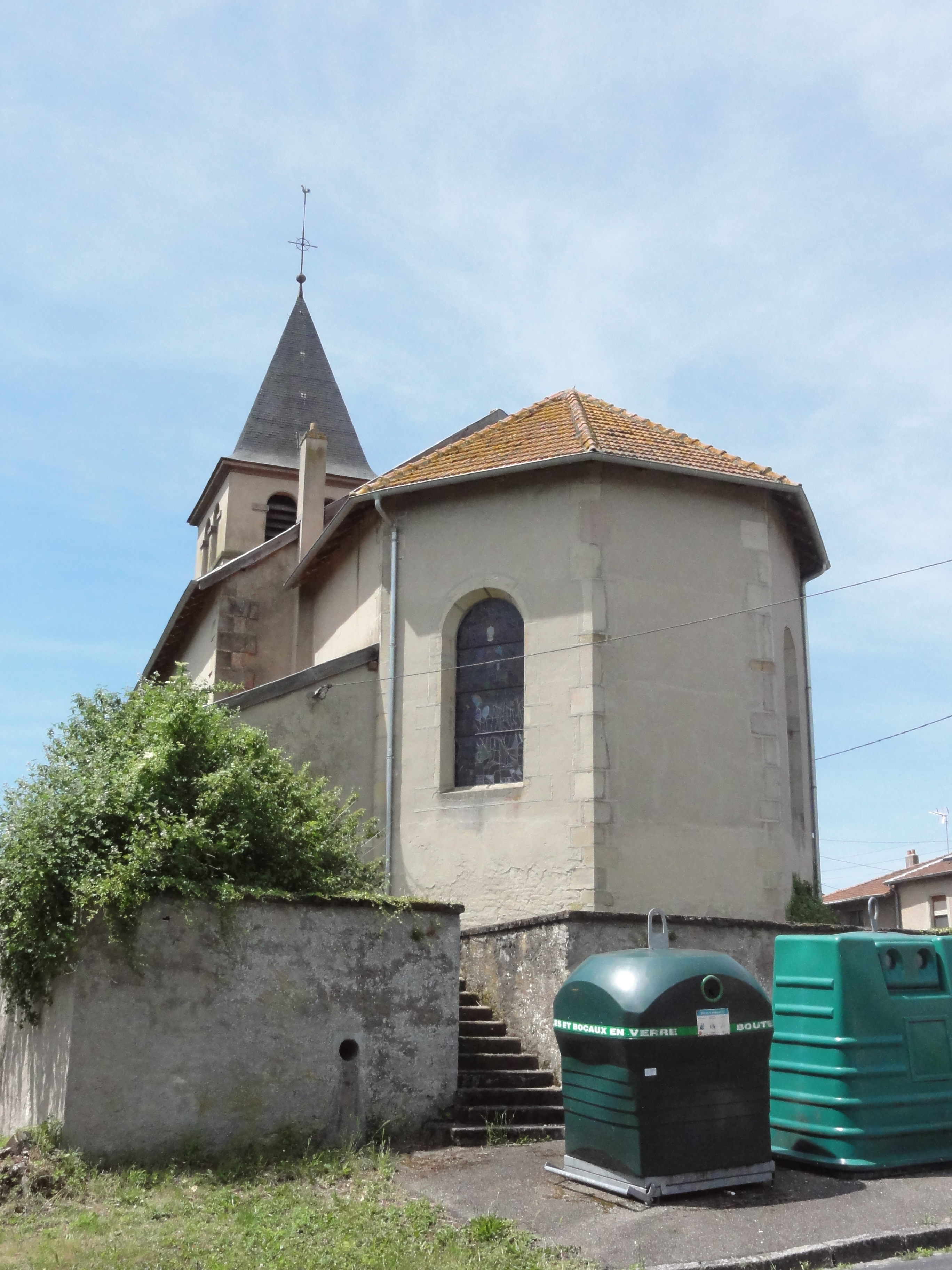
Kirche Saint-Germain
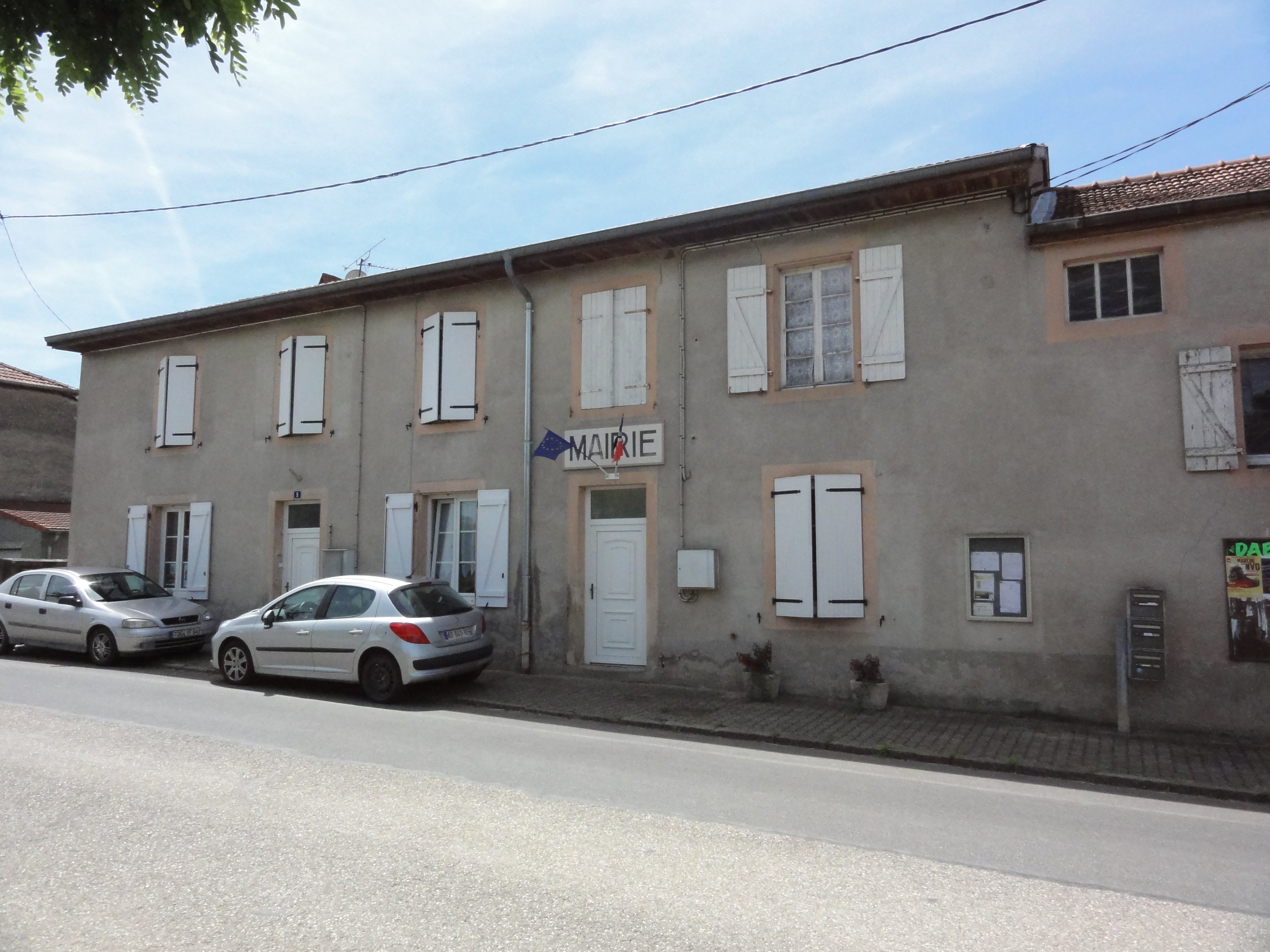
Mairie Juvelize
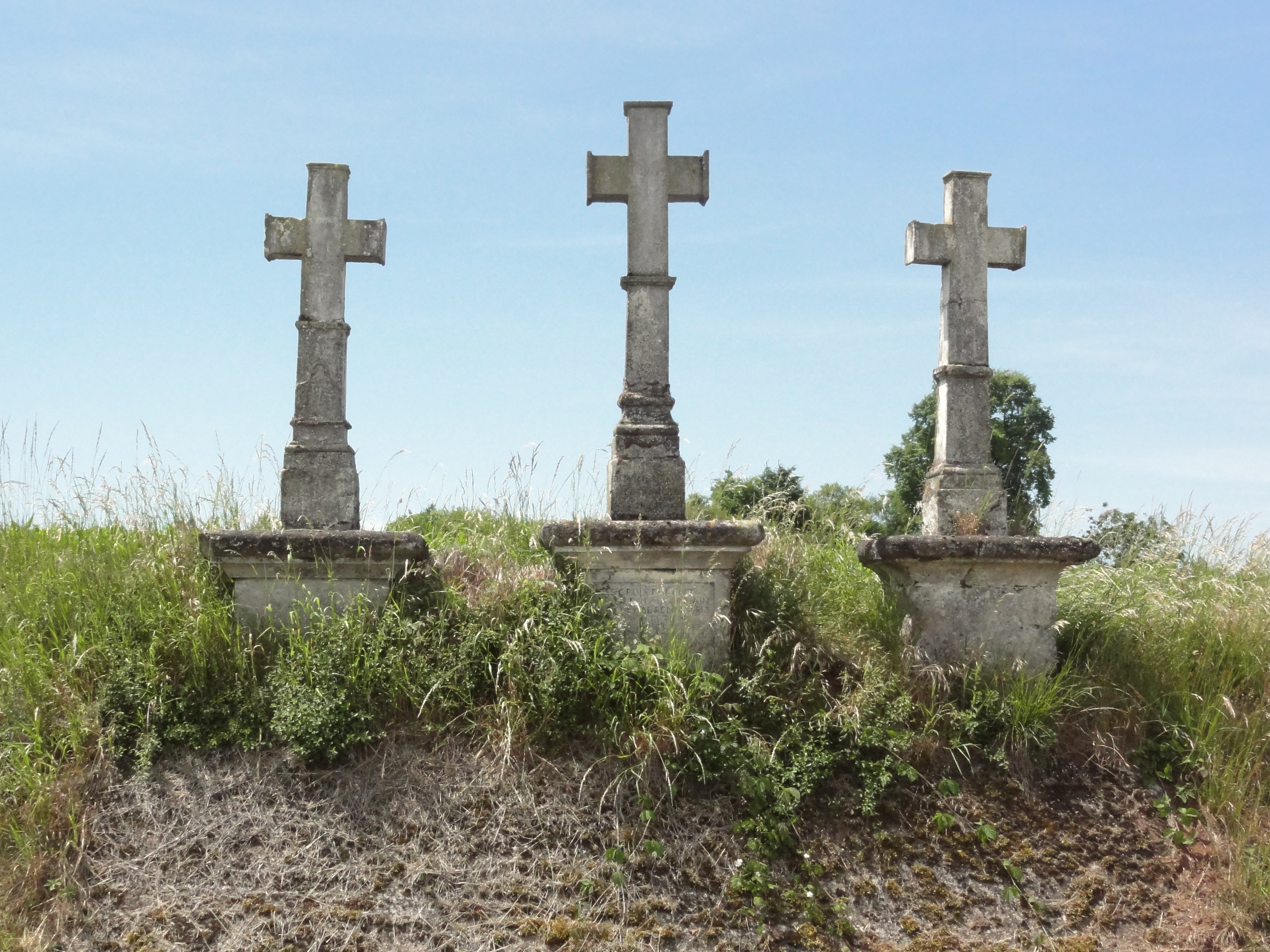
Flurkreuze
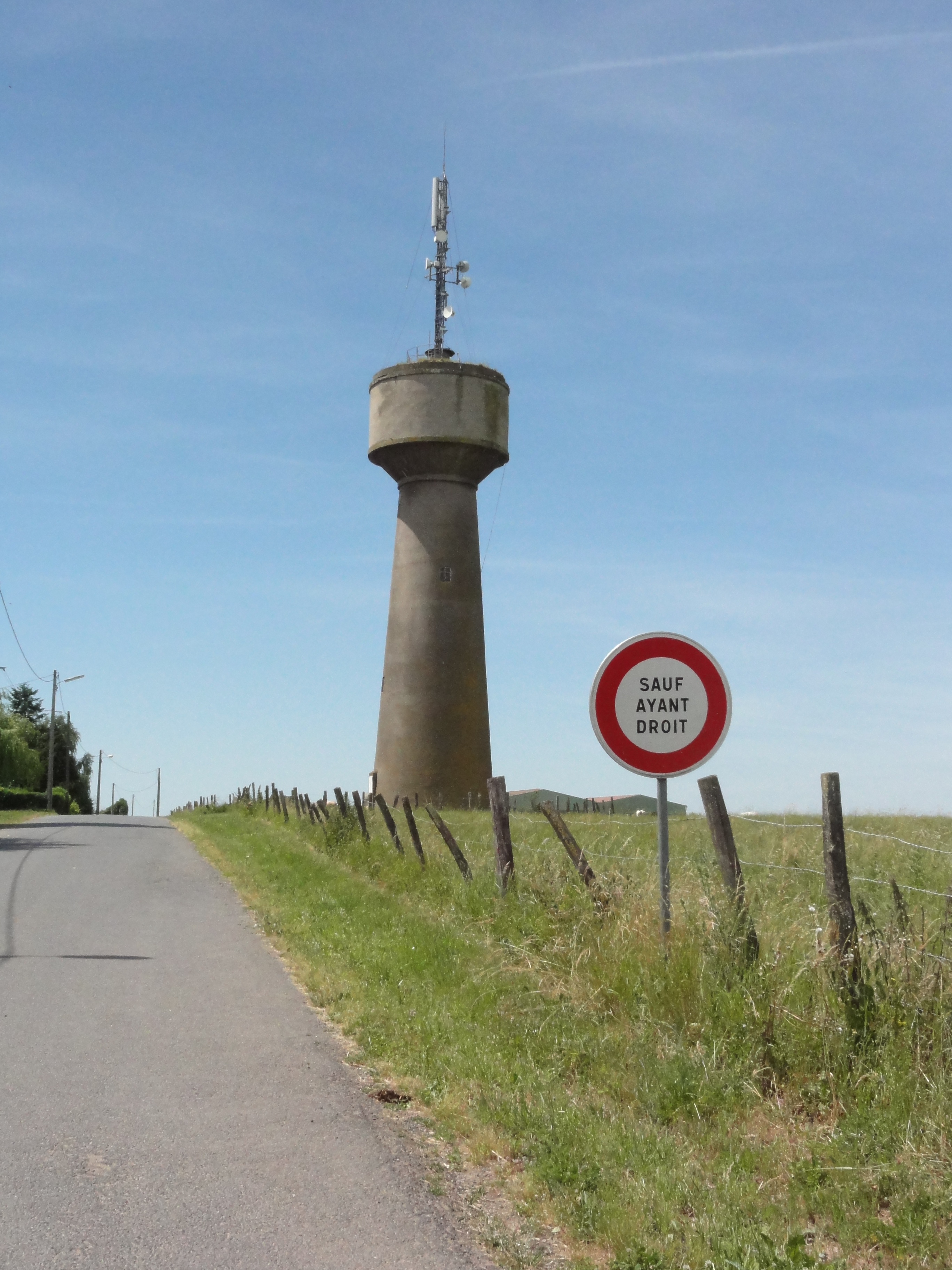
Wasserturm